# Podwójna czarna dziura
Podwójna czarna dziura – układ podwójny złożony z dwóch związanych grawitacyjnie (orbitujących się wzajemnie) czarnych dziur. Układy tego typu mogą powstawać w czasie zderzeń galaktyk. Okrążając się wzajemnie, czarne dziury są bardzo silnym źródłem fal grawitacyjnych i w miarę utraty energii generowanej właśnie w postaci fal grawitacyjnych zbliżają się coraz bardziej do siebie, aby ostatecznie zlać się w jedną czarną dziurę generując przy tym jeszcze potężniejszą falę grawitacyjną.
Prawdopodobnymi kandydatami na układy tego typu są takie obiekty jak jądro galaktyki NGC 6240, a także SDSS J104807.74+005543.5, EGSD2 J142033.66 525917.5, A2261-BCG oraz OJ 287.